# Mamaia
Mamaia là một khu nghỉ dưỡng bên bờ Biển Đen của România, được đánh giá cao nhất về tiêu chuẩn du lịch.

## Một vài hình ảnh

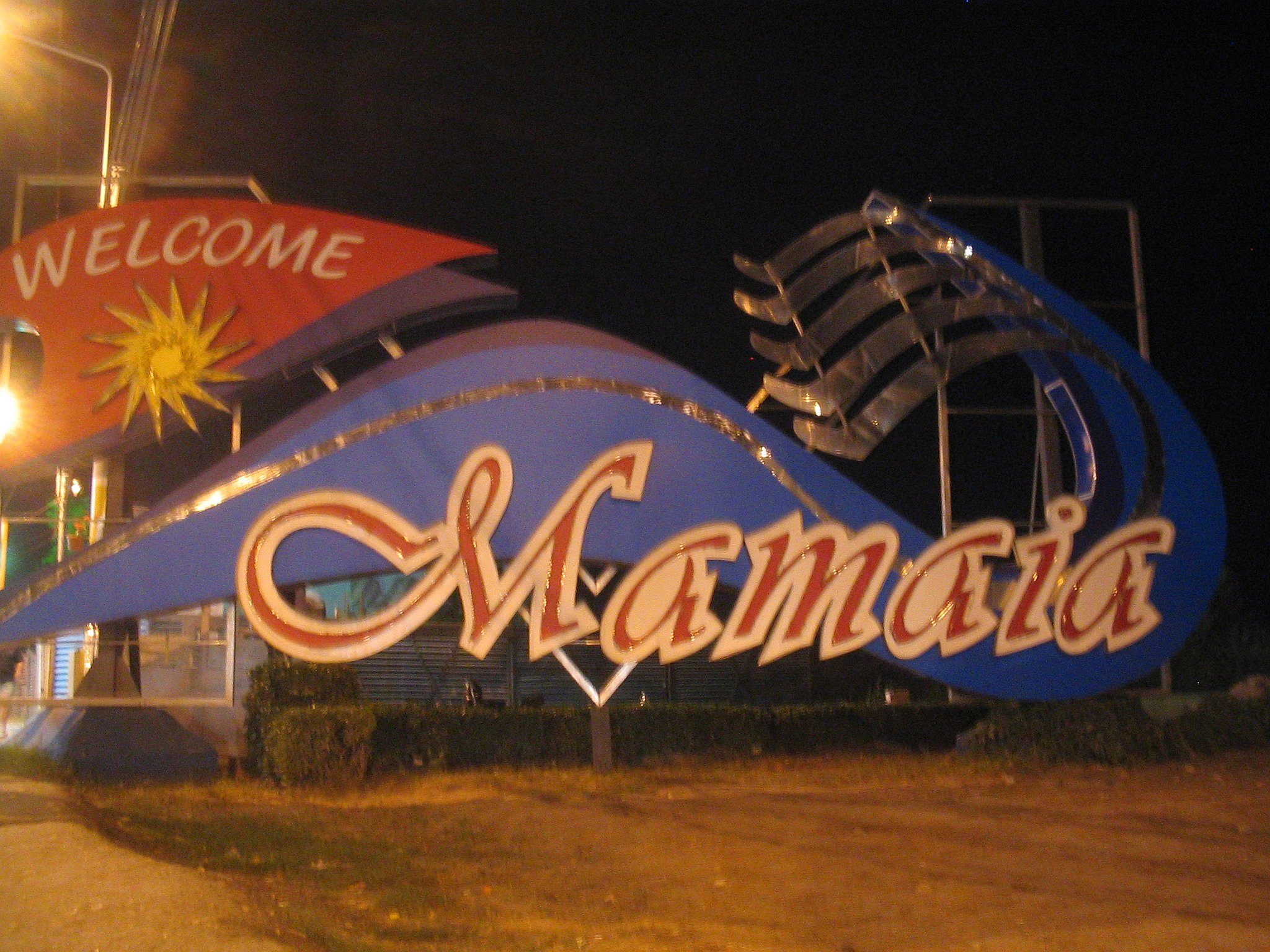
Welcome to Mamaia
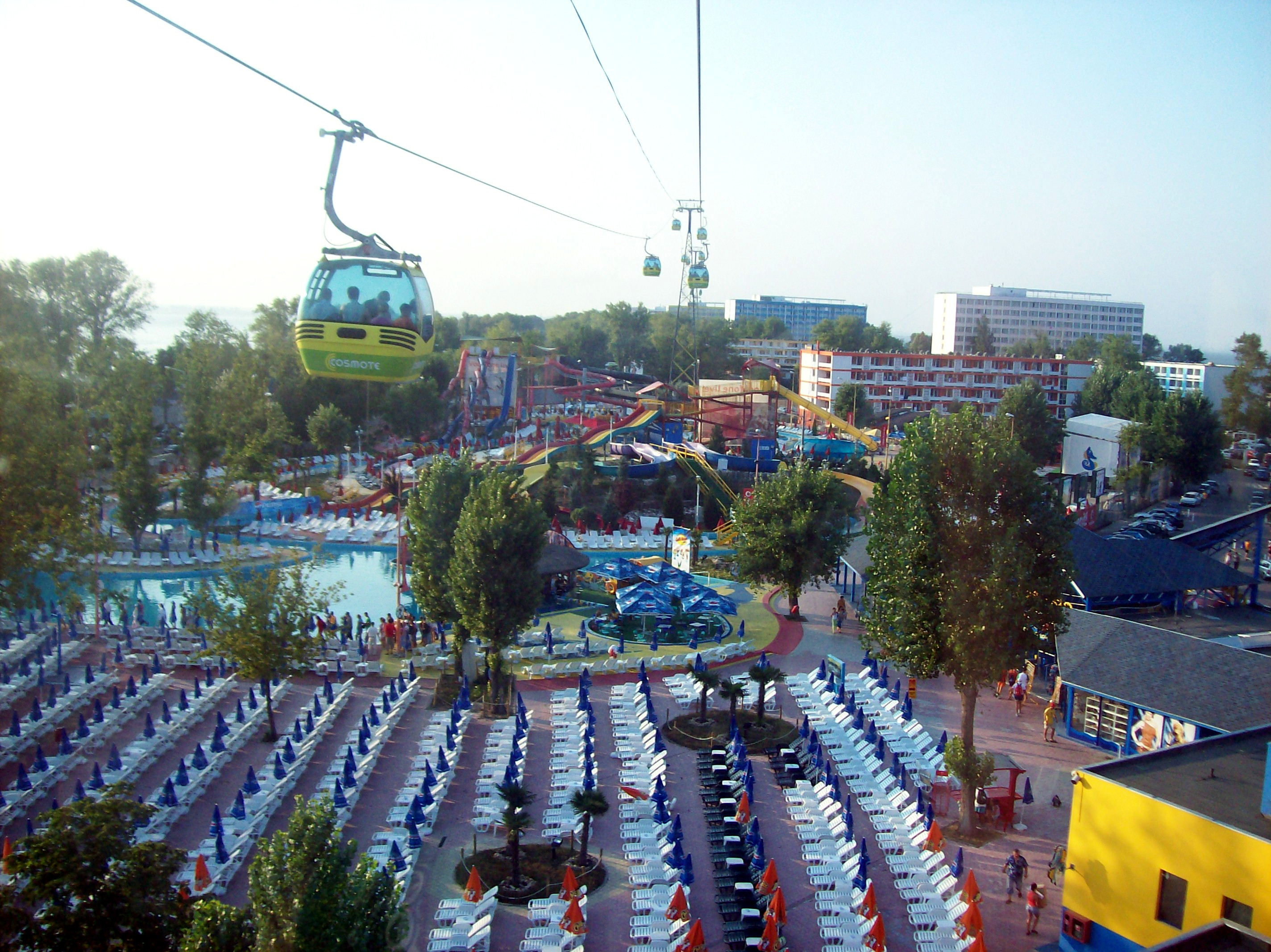
Telegondola
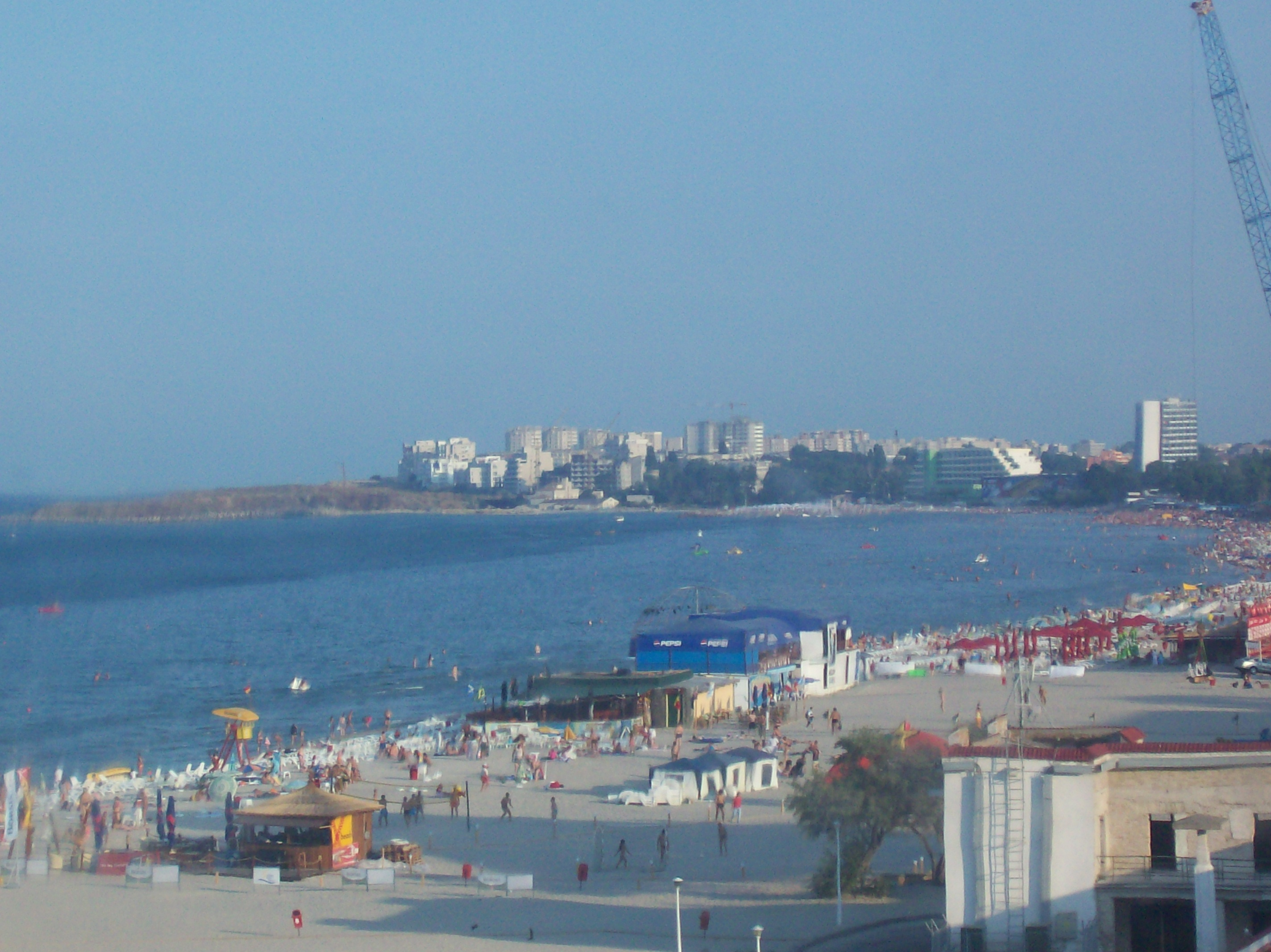
Beach